# Culicoides reevesi
Culicoides reevesi är en tvåvingeart som beskrevs av Wirth 1952. Culicoides reevesi ingår i släktet Culicoides och familjen svidknott. Inga underarter finns listade i Catalogue of Life.